# Kasteel Krickenbeck

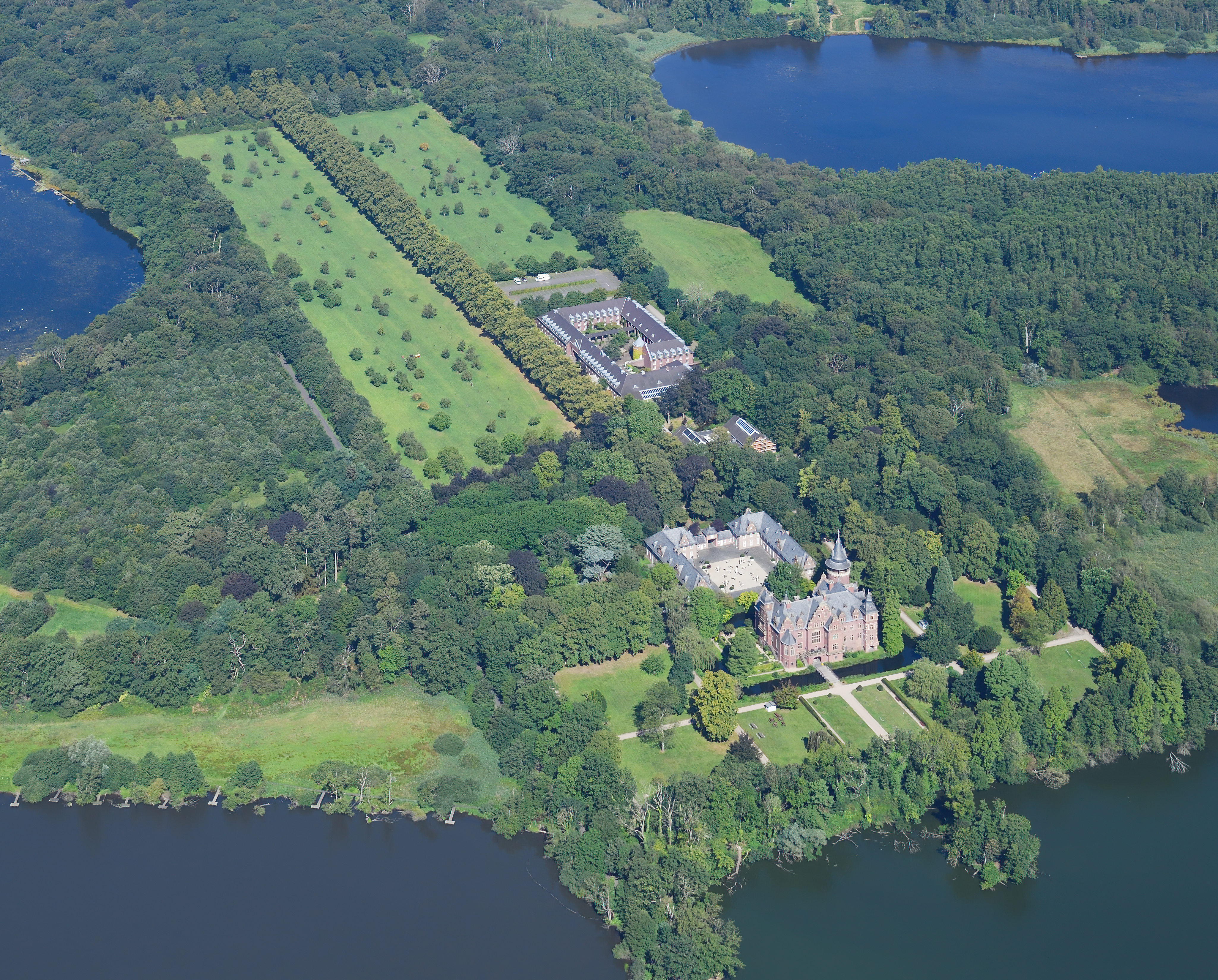
Luchtfoto van Kasteel Krickenbeck en het park

Het Kasteel Krieckenbeck ligt in Nettetal, in het Duitse gebied Nederrijn, in de buurt van de Krieckenbecker See. De oudste delen ervan dateren uit de 13e eeuw.

## Oude burcht
Voordat de burcht werd gebouwd, lag circa twee kilometer in zuidelijke richting de oude Burcht Krieckenbeck aan de Nette, ook wel Alde Borch of Alt-Krickenbeck geheten. De eerstvermelde bewoner van de oude burcht was in 1104 Hendrik graaf van Krieckenbeck. Verder wordt ene Reinier van Krieckenbeck en zijn dochter Alveadis van Krieckenbeck-Millendonk, die in de twaalfde eeuw trouwt met Frederik van Berg-Altena. Hun zoon Adolf I van der Mark verkoopt in 1243 de heerlijkheid Crikenbeke aan zijn zwager Otto II van Gelre. 
Op dat moment schijnt de oude burcht al verwoest te zijn, of op zijn minst onbewoonbaar. Rond diezelfde tijd moet dan ook de nieuwe, huidige burcht zijn gebouwd.

## Nieuwe burcht en slot Krickenbeck

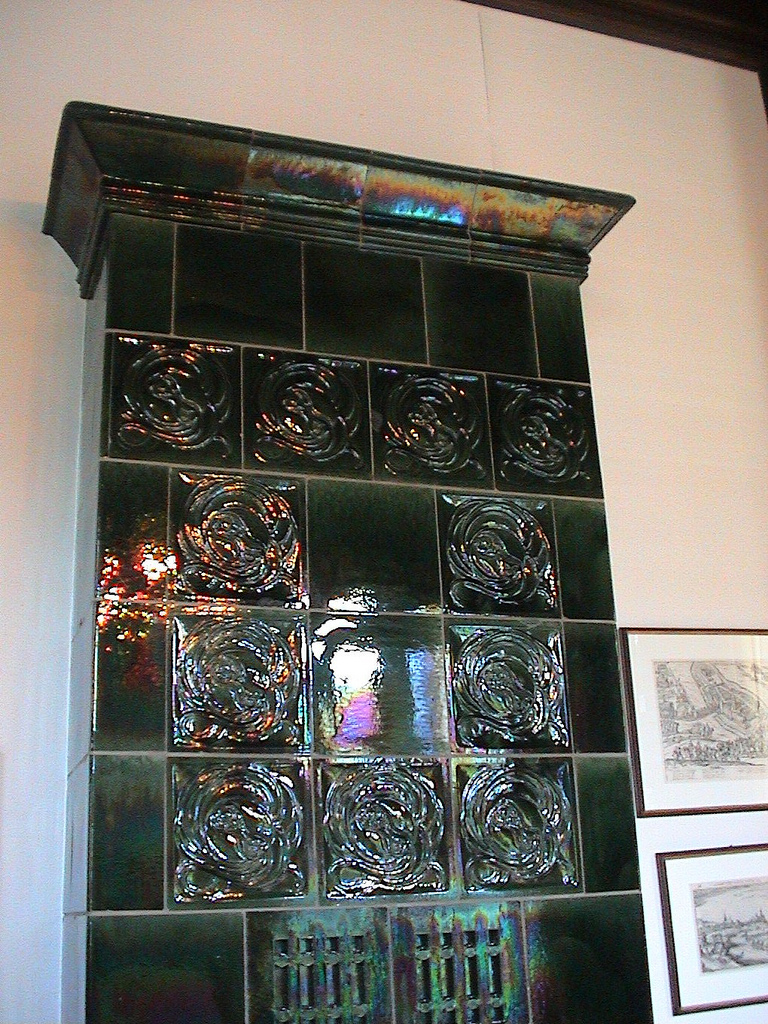
Tegelkachel in de slotbibliotheek

De kern van de nieuwe burcht is gebouwd omstreeks het midden van de 13e eeuw. De bouw van de voorburchten wordt op aanzienlijk jongere datum geschat.
Op 21 november 1604 trouwde een Kempense heer Arnold van Wachtendonk met Ann Salome van Holthuysen. Deze Arnold van Wachtendonk is vermoedelijk dezelfde persoon als Arnold III Huyn van Geleen. Aan de noordoostzijde van het kasteel is nu nog het alliantiewapen Wachtendonk-Holthuysen herkenbaar.
Het kasteel beleefde zijn glorietijd vanaf 1623 tot 1943 onder de familie Van Schaesberg. De eerste bewoner was Johan Frederik I van Schaesberg, stadhouder aan het Düsseldorfer Hof van keurvorst Johan Willem van de Palts. Tussen 1708 en 1721 liet Johan Frederik II het kasteel door de Venetiaanse architect Simon del Sarto verbouwen tot een barok herenhuis. Tussen 1856 en 1860 volgde een verdere verbouwing tot neogotisch slot. 
Op 7 september 1902 verwoestte een brand het complete herenhuis. De renovatie, die tot 1904 duurde, lag in handen van de Hannoverse architect Hermann Schaedtler. In die tijd ontstond een slot met drie vleugels in neorenaissance-stijl.
Na de Tweede Wereldoorlog werd het kasteel betrokken door een zusterorde van de Heilige Orde van Katharina Maagd en Martelaar. Het deed tot 1969 dienst als bejaardentehuis van de toenmalige Kreis Kempen-Krefeld. Tussen 1969 en 1989 had het kasteel te maken met leegstand.
De graven van Schaesberg hebben tot de verkoop in 1987 aan de WestLB AG het kasteel in hun bezit gehad. Vanaf 1989 werd het kasteel door dit opleidingsinstituut in gebruik genomen als school voor voortgezet onderwijs. In samenwerking met de conservator van Noordrijn-Westfalen werd het bijna tot ruïne vervallen kasteel gerenoveerd, inclusief het kasteelpark. Tegenwoordig is het kasteel ook te bezichtigen. 
Het kasteel is tussen 1989 en 2011 in gebruik geweest als ruimte voor conferenties. Sinds september 2011 is er een opleidingsinstituut gevestigd.